# A fényképezésről
A fényképezésről (On Photography) Susan Sontag amerikai írónő 1977-ben megjelent esszégyűjteménye. A könyv egy esszésorozatból született, amelyet Sontag 1973 és 1977 között a New York Review of Booksban publikált.

## A könyvről
Esszékötetében Sontag a fotográfia történetét és mai szerepét vizsgálja a társadalomban. A modern fotográfia számos példáját tárgyalja. Szembeállítja Diane Arbus munkásságát a gazdasági világválság korabeli dokumentarista fotográfiával.
Feltárja az amerikai fotográfia fejlődését Walt Whitman idealista elképzeléseitől az 1970-es évek cinizmusáig, különösen Arbus és Andy Warhol kapcsán. 
Sontag amellett érvel, hogy a fényképezés elősegíti a világgal való voyeurisztikus kapcsolatot, és csökkentheti az események jelentőségét. A könyv tárgyalja a fotográfia és a politika kapcsolatát, valamint a rögzítés és a beavatkozás közötti feszültséget. A mű egyaránt kapott elismerést és kritikát, egyes kritikusok megkérdőjelezték tudományos alaposságát.
Sontag azt állítja, hogy a fényképek elterjedése elkezdte kialakítani az emberekben a „krónikus voyeurista viszonyt a világhoz.” A fényképezés következményei közé tartozik, hogy minden esemény jelentése egyenlővé válik.
Mint érvel, talán eredetileg a fotográfiával kapcsolatban, a médium a beavatkozás-ellenesség attitűdjét táplálta. Sontag szerint az egyén, aki rögzíteni akar, nem avatkozhat be, és az, aki beavatkozik, azután nem tud hűen rögzíteni, mert a két cél ellentmond egymásnak. Ebben az összefüggésben részletesen tárgyalja a fotográfia és a politika viszonyát. A könyvhöz kapcsolódó egyik téma a norma problémája és a norma eszméjének elnyomó funkciója a társadalomban.

## Fogadtatása
A fényképezésről 1977-ben elnyerte a National Book Critics Circle kritikai díját, és a The New York Times beválasztotta az 1977-es év 20 legjobb könyve közé. 
Michael Starenko 1998-as értékelésében az Afterimage magazinban a műről azt írta: „A fényképezésről olyan mélyen beleivódott ebbe a diskurzusba, hogy Sontag fotográfiáról szóló állításai, valamint érvelési módja a retorikai 'eszköztár' részévé váltak, amelyet a fotográfia teoretikusai és kritikusai a fejükben hordoznak.” Hozzátette, hogy „egyetlen más fotográfiai könyv – még Az ember családja (1955) sem, amely négymillió példányban kelt el, mielőtt 1978-ban végleg elfogyott – sem kapott szélesebb körű sajtóvisszhangot, mint A fényképezésről.”.
Sontag A fényképezésről folytatásának szánt A szenvedés képei (2003) című kötetében újraértékelte néhány nézetét. Hasonlóan Az AIDS és metaforái (1988) című könyvéhez, amelyben a tíz évvel korábban megjelent A betegség mint metafora (1978) című művében szereplő néhány gondolatot egészített ki.

## Az esszék
Az esszék eredeti változatai a The New York Review of Booksban alábbi számaiban jelentek meg:
- 20. évf., 16. szám (1973. október 18.)
- 20. évf., 18. szám (1973. november 15.)
- 21. évf., 6. szám (1974. április 18.)
- 21. évf., 19. szám (1974. november 28.)
- 23. évf., 21 & 22. szám (1977. január 20.)
- 24. évf., 11. szám (1977. június 23.)

## Magyar kiadások
- A fényképezésről, ford. Nemes Anna, Budapest: Európa, 240. o. (1981). ISBN 9630727080
- A fényképezésről, ford. Nemes Anna, Budapest: Európa, 255. o. (1999). ISBN 963076475X
- A fényképezésről, ford. Nemes Anna, Budapest: Európa, 301. o. (2007). ISBN 9789630783385
- A fényképezésről, ford. Nemes Anna, Budapest: Európa, 301. o. (2010). ISBN 9789630789462
- A fényképezésről, ford. Nemes Anna, Budapest: Helikon, 258. o. (2023). ISBN 9789636201227